# Te rongyos élet
A Te rongyos élet... egy 1983-ban készült színes, magyar filmszatíra, amelyet Bacsó Péter rendezett. A film vidéki jeleneteinek nagy részét a Pest megyei Nagybörzsönyben forgatták, a vasútállomáson játszódó jelenetek a Fejér megyei Pátka állomásán vették fel. 2012-ben bekerült a Magyar Művészeti Akadémia tagjai által kiválasztott legjobb 53 magyar alkotás közé.
A film címe eredetileg egy dal Kálmán Imre: Csárdáskirálynőjéből.

## Történet
1951-et írunk. Sziráky Lucyt, az ünnepelt primadonnát, mint osztályidegent kitelepítik, mivel egykori férje arisztokrata  származású volt. Lucy vidéken megtapasztalja a paraszti életet, és ő ugyan próbálja magát megszerettetni a kitelepített arisztokratákkal, ők mégis betolakodónak tekintik őt. De Lucy vérbeli színésznő és igazi nő. Hamarosan megtalálja a megfelelő hangot a kitelepítettekhez, az őt csodáló férfiakhoz: a falusi párttitkárhoz, a járási rendőrkapitányhoz.

## Szereplők
- Sziráky Lucy, színésznő – Udvaros Dorottya
- Matura Sándor rendőrszázados – Bezerédi Zoltán
- Kiptár József, tanító és párttitkár – Szacsvay László
- Guthy Róbert, rendező – Kern András
- Báró Samoday Kornél – Rubold Ödön
- Grófnő 1. – Lukács Margit
- Grófnő 2. – Turay Ida
- Grófnő 3. – Tímár Éva
- Gróf – Velenczey István
- Szörény Artúr, a grófék inasa – Körmendi János
- Szirtes Arnold, kitelepített volt parafagyáros – Gáti József
- Zimányi Ernő, főszerkesztő – Őze Lajos
- Marica, vidéki színésznő – Pécsi Ildikó
- Vidéki színésznő 1. – Táncsics Mária
- Vidéki színésznő 2. – Molnár Ildikó
- Vidéki színész, bonviván – Takács Gyula
- Vidéki színész – Benkóczy Zoltán
- Öltöztetőnő a vidéki színházban – Patkós Irma
- Kránicz Valér – Bicskey Károly
- ÁVO-s katonatiszt 1. – Trokán Péter
- ÁVO-s katonatiszt 2. – Baranyi László
- Bástya elvtárs – Both Béla
- Börtönőr – Nagy Zoltán
- Titkosrendőr – Vogt Károly
- Nyomozó rendőrfelügyelő – Szatmári István
- Nyomozó – Méhes László
- Rendőr végrehajtó (Sziráky Lucy kitelepítésén) Stettner Ottó
- ÁVH-s 1. – Bata János
- ÁVH-s 2. – Dézsy Szabó Gábor
- Harmonikás, falu bolondja – Szilágyi István
- Munkafelügyelő a kukoricaföldön – Haraszin Tibor
- Munkavezető az aratáson – Kölgyesi György
- Újságíró a megyei laptól, (az aratási műsor tudósítója) – Gőz István
- Kitelepített férfi 1. – Huszár László
- Kitelepített férfi 2. – Linka György
- Kitelepített férfi 3. – Horváth Jenő
- Kitelepített idős férfi – Komlós István
- Kitelepített idős nő – Hollós Melitta
- Kitelepített fiatal lány (nevetgélő lány) – Kováts Adél
- Kitelepített fiatal lány (nevetgélő lány) – Janisch Éva
- Kitelepített fiatal fiú – Hirtling István
- Kuláknak minősitett parasztasszony, Sziráky Lucy szállásadója – Hőgye Zsuzsanna
- Sziráky Lucy szállásadójának fia – Lippai László
- Kitelepített fiatal anya két kisgyerekkel – Kari Györgyi
- Karmester a színházban – Zsudi József
- Csoportos szereplő a színházban – Ambrus András
- Csoportos szereplő a színházban – Márkus Ferenc
- Mitéri rendőr 1. (Matura embere) – Nagyidai István
- Mitéri rendőr 2. (Matura embere) – Csuja Imre
- Fodrász a színházban: Hadai Károly

További szereplők: Pálfi Zoltán, Csere Ágnes, Horváth Katalin, Márton Kálmán, a Nagybörzsönyi Általános Iskola tanulói

## Érdekességek
- Bacsó Péter a filmötletet gróf Almásy Miklósné Déry Sári színésznő kitelepítése kapcsán írta,[1] bár nem az életét dolgozta fel teljes mértékben. „A főszereplőnek volt egyébként valóságos modellje. Déry Sárira gondolok, az akkori idők legszexisebb énekes színésznőjére, aki két évig vetkőzött óriási sikerrel az Új Isten Thébában című darabban. A férje gróf volt, őt kitelepítették. [...] A Te rongyos élet nem akart modellem története lenni. A valóságos mag az ötletet adta, hogy ezzel az ellentmondásos világgal foglalkozzam.”[2]
- Kiptár József tanító alakjában Bacsó lényegében fiatalkori önmagát formálta meg. „Említhetem például a tanító figuráját, akit Szacsvay László játszik. Flaubert-rel elmondhatom, hogy Bovaryné én vagyok. Ebben a figurában kicsit magamat akartam elmondani. A tiszta, naiv, odaadó hitnek a tragikusig feszített komikumát. [...] Ez az alak az én legszemélyesebb önábrázolásom, önkritikám.”[2]
- Az összeaszott narancs Bacsó személyes életéhez kötődik. „A filmbeli tanító őriz egy narancsot. A valóságban az eset velem történt meg. Mint ifjú filmest, megbíztak az Ifjú szívvel forgatókönyvének megírásával. A filmet egyébként Keleti Márton rendezte. Aztán meghívtak egy titokzatos vetítésre. A bőrkabátos alakok között ott ült Rákosi, Révai és Farkas Mihály. Egyszercsak behoztak egy minden képzeletet felülmúló gyümölcskosarat, amilyet életemben nem láttam. Roskadásig meg volt rakva hatalmas szemű szőlővel, naranccsal, banánnal. Reszketve ültem, amikor egyszercsak Rákosi odaszólt: „Bacsó elvtárs, vegyen egy narancsot, fogyasszon!” Reszkettem, de vettem egy narancsot és zsebrevágtam. Odaadtam az akkori nagy szerelmemnek, de ő sem ette meg. Mint valami csodálatos emlékét a Rákosival való találkozásnak, úgy őriztük. A filmbeli tanító azt a Rákositól kapott narancsot úgy ajándékozza szerelme tárgyának, a színésznőnek, mint hitének szimbólumát. Szerettem volna ezzel érzékeltetni, hogy a lányt megérinti a tanítónak a hite. Az, hogy ez a fiú akar valamit csinálni. És ez a kis nőcske megérzi ennek az embernek a becsapottságát, de ráébred arra is, hogy éppen ez az ember nyitott előtte ablakot a többi kiszolgáltatottra.”[2]
- Udvaros Dorottya számára ez a főszerep adott lehetőséget arra, hogy édesanyja, Dévay Camilla színésznő hasonló tragikus sorsát eljátszhassa.
- A filmben feltűnik A tanú című filmből Bástya elvtárs, akit itt is Both Béla alakít. A tanúban ugyancsak volt olyan jelenet, amikor megtekintette a Csárdáskirálynőt.

## Díjak
- 1984: Magyar Játékfilmszemle: Legjobb női alakításért járó díj
- 1984: Montréal: A legjobb női alakítás díja
- 1985: Strasbourg: nagydíj
- 1985: Vevey: A legjobb női alakítás díja
- 1985: Magyar Filmkritikusok díja – A legjobb női alakításért.